# 埃里克·蒙特罗斯
埃里克·斯科特·蒙特罗斯（英語：Eric Scott Montross，1971年9月23日—2023年12月17日），美国NBA联盟职业篮球运动员。他在1994年的NBA选秀中第1轮第9顺位被波士顿凯尔特人选中。